# 扎瓦迪夫 (斯特雷區)
49°15′12″N 23°45′54″E / 49.25333°N 23.76500°E

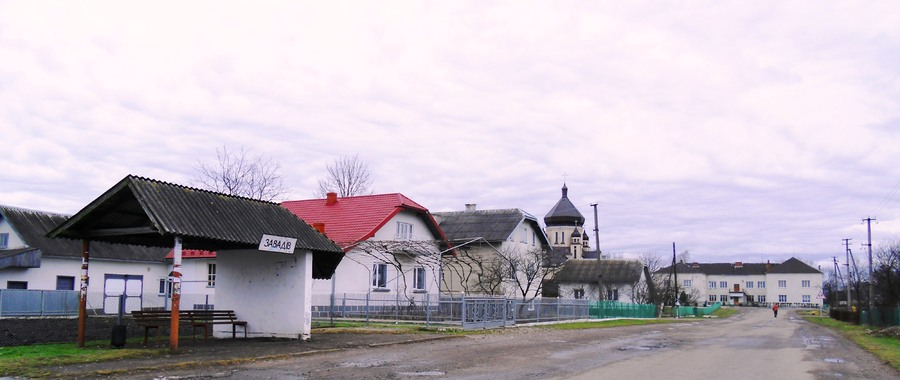
扎瓦迪夫

扎瓦迪夫（烏克蘭語：Завадів），是烏克蘭的村落，位於該國西部利沃夫州，由斯特雷區斯特雷市鎮負責管轄，始建於1504年，面積15.89平方公里，海拔高度304米，2001年人口1,197，人口密度每平方公里75.33人。